# Крайні точки Румунії
Це список крайніх географічних точок Румунії

## Координати
- Північ: 48°15′ пн. ш. 26°43′ сх. д. / 48.250° пн. ш. 26.717° сх. д.
Пелтініш, село у повіті Ботошані, на кордоні з Україною,
- Південь: 43°40′ пн. ш. 25°22′ сх. д. / 43.667° пн. ш. 25.367° сх. д.
Зімніча, місто у повіті Телеорман, на кордоні з Болгарією,
- Захід: 46°08′ пн. ш. 20°19′ сх. д. / 46.133° пн. ш. 20.317° сх. д.
поблизу Беба-Веке, села у повіті Тіміш, на кордоні з Угорщиною та Сербією,
- Схід: 45°09′ пн. ш. 29°40′ сх. д. / 45.150° пн. ш. 29.667° сх. д.
Сулина, місто у повіті Тульча, у Дельті Дунаю[1].

## Відносно рівня моря
- Найвища: пік Молдовяну, гори Фегераш, (2544 м), 45°35′57″ пн. ш. 24°44′10″ сх. д. / 45.59917° пн. ш. 24.73611° сх. д.
- Найнижча: чорноморське узбережжя